# マニラオーシャンパーク
マニラオーシャンパーク（Manila Ocean Park、略称MOP）は、フィリピン・マニラにあるマニラ湾に面した水族館を中心としたテーマパーク。

## 概要
2008年3月1日に開園した東南アジア最大の水族館で、ホテルH2Oや商業施設、レストランを併設している。リサール公園に隣接するキリノ･グランドスタンドの裏手にあり、マニラ湾に面している。
- ブーハイ･ナ･カラガタン　ドーム状のガラス製のトンネル型水槽。「生きている海洋世界」（タガログ語訳）。全長約20メートル、水圧に耐えるように厚さは20cm。
- アシカショー　屋外のプールで行われているアトラクション。
- クラゲ館